# Saint-Clément-de-Régnat
Saint-Clément-de-Régnat é uma comuna francesa na região administrativa de Auvérnia-Ródano-Alpes, no departamento Puy-de-Dôme. Estende-se por uma área de 15,27 km². Em 2010 a comuna tinha 558 habitantes (densidade: 36,5 hab./km²).